# Pierregot

Pierregot este o comună în departamentul Somme, Franța. În 1 ianuarie 2022 avea o populație de 282 de locuitori.